# Santa Fe 2926
A Santa Fe 2926 é uma ex-locomotiva a vapor de configuração 4-8-4 da ferrovia Atchison, Topeka and Santa Fe Railway, originalmente construída em 1944 pela Baldwin Locomotive Works sob numeração #69814. Esta locomotiva fez parte de um grande grupo de locomotivas a vapor de transporte de passageiros (classe 2900) construídas para a ferrovia Santa Fe. Esta classe de locomotivas foram as mais pesadas dos Estados Unidos do padrão 4-8-4 da Classificação Whyte de arranjos de rodeiros de locomotivas a vapor. A ferrovia a utilizou em ambos os serviços rápidos de transporte de cargas e de passageiros, acumulando mais de 1 milhão de milhas antes de sua última viagem em 24 de dezembro de 1953. A locomotiva e o seu carro freio foram doados para a cidade de Albuquerque, Novo México em 1956 em comemoração ao 250º aniversário da cidade, e foi colocada no parque da cidade.